# Paulina Sykut-Jeżyna
Paulina Patrycja Sykut-Jeżyna (ur. 7 stycznia 1981 w Puławach) – polska dziennikarka i prezenterka telewizyjna związana z telewizją Polsat.

## Życiorys
Ma dwóch braci, starszego Sebastiana i młodszego Łukasza. Gdy miała cztery lata, zmarł jej ojciec. Ukończyła Liceum Ogólnokształcące im. Stefana Żeromskiego w Nałęczowie. Jest absolwentką dwóch kierunków: kulturoznawstwa na Uniwersytecie Marii Curie-Skłodowskiej i dziennikarstwa na Uniwersytecie Warszawskim.
W dzieciństwie występowała w chórze kościelnym, a później w Zespole Pieśni i Tańca „Powiśle”. W czasach licealnych amatorsko śpiewała piosenki poetyckie w Puławskim Ośrodku Kultury. Jako nastolatka została laureatką wielu ogólnopolskich konkursów i festiwali poezji śpiewanej. Zdobyła m.in. pierwszą nagrodę w XIV Ogólnopolskim Konkursie Literatury Współczesnej w Ostrowcu Świętokrzyskim, trzecią nagrodę w II Ogólnopolskim Spotkaniu z Piosenką Autorską „Oranżeria” w Radzyniu Podlaskim (1998) oraz pierwszą nagrodę w Przeglądzie Poezji Śpiewanej i Piosenki Autorskiej Wyśpiewać Poezję w Lublinie i trzecią nagrodę Prezydenta Miasta Włocławek i Ilustrowanego Kuriera Polskiego w Centralnym Spotkaniu Turnieju Poezji Śpiewanej XLIV Ogólnopolskiego Konkursu Recytatorskiego we Włocławku (1999). Była wokalistką trio ER-EL-KI. W 2003 wystąpiła w drugiej edycji programu muzycznego telewizji Polsat Idol, jednak nie zakwalifikowała się do grona finalistów, zajmując w odcinku barażowym trzecie miejsce po zdobyciu 12% telewidzów.

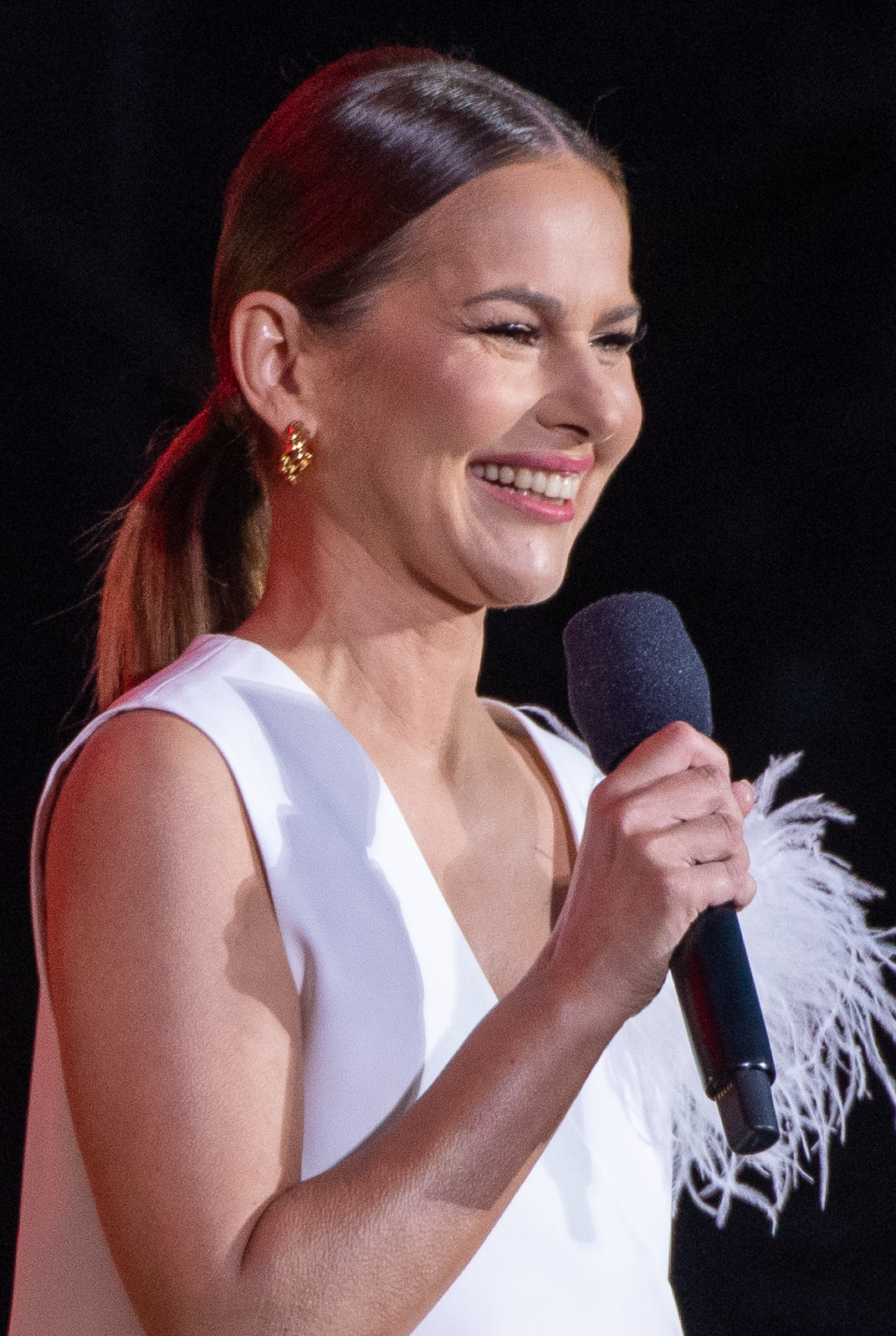
Sykut-Jeżyna (2023)

W latach 2003–2012 prowadziła program Muzyczne listy w TV4. Od jesieni 2007 prezentuje prognozę pogody w telewizji Polsat, za co w 2019 i 2020 otrzymała Telekamerę „TeleTygodnia” w kategorii „Prezenter pogody”. Dla Polsatu współprowadziła także programy: Must Be the Music. Tylko muzyka (2011–2016), Się kręci i Się kręci na żywo, zaś od marca 2016 współprowadzi program Dancing with the Stars. Taniec z gwiazdami, a wcześniej została współprowadzącą program ukazujący kulisy show w Polsat Café. Od 6 września 2024 w parze z Krzysztofem Ibiszem współprowadzi program śniadaniowy Polsatu halo tu polsat. Prowadziła także wiele plenerowych imprez masowych transmitowanych przez telewizję Polsat, m.in. np. Sylwestrową Moc Przebojów (2010–2014), Sopot TOPtrendy Festiwal (2011–2014), Piknik Country Mrągowo (2011), festiwal „Podziel się posiłkiem” (2011) czy Świętokrzyską Galę Kabaretową (2016). 
W 2010 w parze z piosenkarzem Iwanem Komarenką zwyciężyła w finale programu rozrywkowego Just the Two of Us. Tylko nas dwoje. W 2016 była nominowana do zdobycia statuetki w kategorii „Gwiazda stylu” podczas Wielkiej Gali Gwiazd Plejady. Zagrała epizodyczną rolę w filmie Bartosza Prokopowicza Narzeczony na niby (2018). Jesienią 2021 wzięła udział w 15. edycji programu rozrywkowego Polsatu Twoja twarz brzmi znajomo, zajęła piąte miejsce.

## Życie prywatne
Od 1998 jest w związku z przedsiębiorcą Piotrem Jeżyną (ur. 1971), którego poślubiła 20 sierpnia 2011 w Puławach w Kościele Wniebowzięcia Najświętszej Maryi Panny. Mają córkę, Różę (ur. 2016).

## Filmografia
- 2018: Narzeczony na niby – jurorka show
- 2019: W rytmie serca – dziennikarka